# Heugueville-sur-Sienne
Heugueville-sur-Sienne est une commune française, située dans le département de la Manche en région Normandie, peuplée de 462 habitants.

## Géographie

### Localisation
| Tourville-sur-Sienne                     | Tourville-sur-Sienne                     | Tourville-sur-Sienne, Bricqueville-la-Blouette |
| Mer de la Manche (estuaire de la Sienne) | Heugueville-sur-Sienne                   | Bricqueville-la-Blouette                       |
| Mer de la Manche (estuaire de la Sienne) | Mer de la Manche (estuaire de la Sienne) | Orval sur Sienne (comm. dél. d'Orval)          |

### Hydrographie
La commune est située dans le bassin Seine-Normandie. Elle est drainée par la Soulles, le ruisseau des Vaux, le ruisseau du Coisel et le ruisseau du Grand Douit,,.
La Soulles, d'une longueur de 52 km, prend sa source dans la commune de Percy-en-Normandie et se jette  dans la Sienne sur la commune, après avoir traversé 19 communes. 

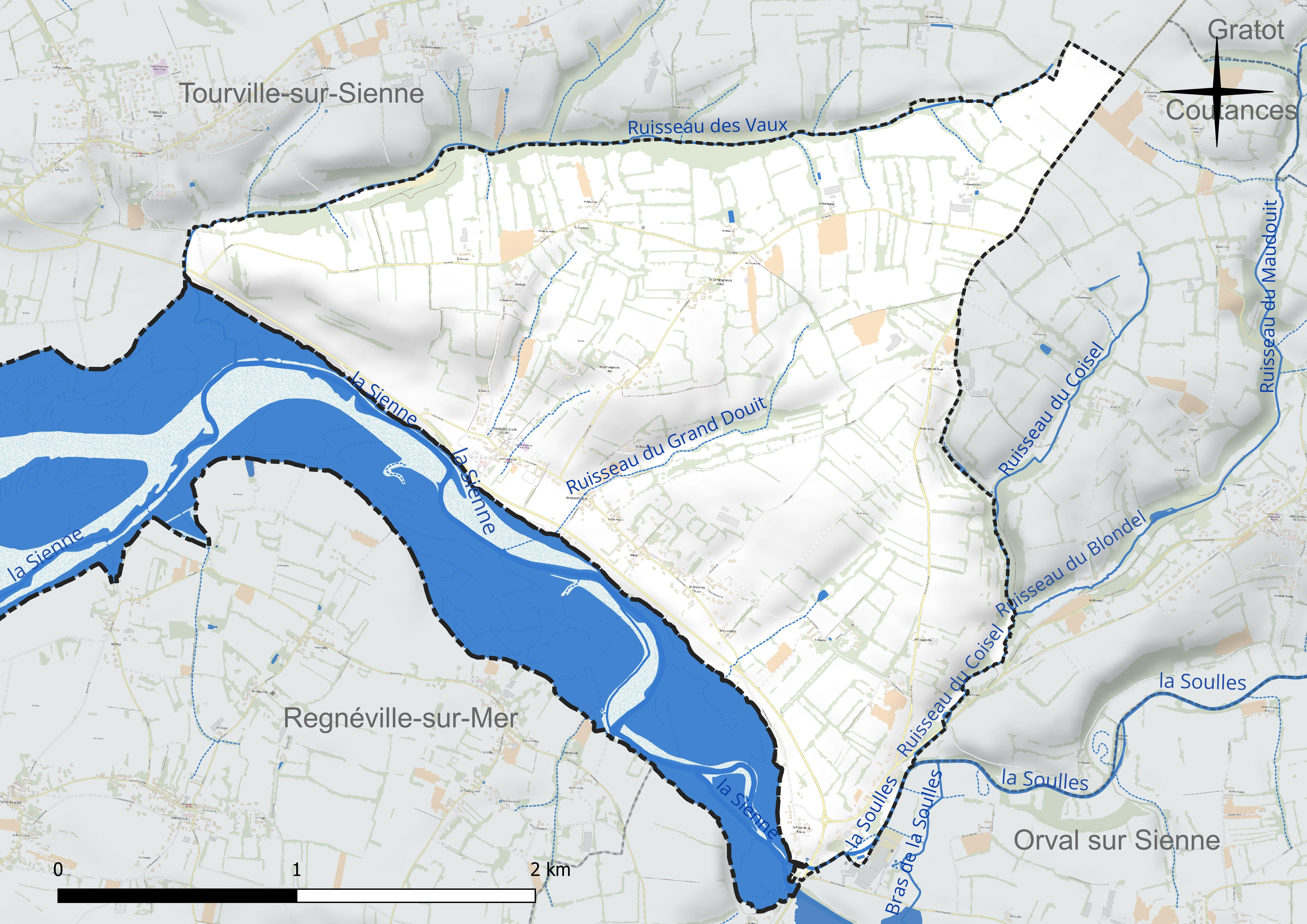
Réseau hydrographique de Heugueville-sur-Sienne.

### Climat
Pour des articles plus généraux, voir Climat de la Normandie et Climat de la Manche.
En 2010, le climat de la commune est de type climat océanique franc, selon une étude du CNRS s'appuyant sur une série de données couvrant la période 1971-2000. En 2020, Météo-France publie une typologie des climats de la France métropolitaine dans laquelle la commune est exposée à un climat océanique et est dans la région climatique  Normandie (Cotentin, Orne), caractérisée par une pluviométrie relativement élevée (850 mm/a) et un été frais (15,5 °C) et venté. Parallèlement le GIEC normand, un groupe régional d’experts sur le climat, différencie quant à lui, dans une étude de 2020, trois grands types de climats pour la région Normandie, nuancés à une échelle plus fine par les facteurs géographiques locaux. La commune est, selon ce zonage, exposée à un « climat maritime », correspondant au Cotentin et à l'ouest du département de la Manche, frais, humide et pluvieux, où les contrastes pluviométrique et thermique sont parfois très prononcés en quelques kilomètres quand le relief est marqué.
Pour la période 1971-2000, la température annuelle moyenne est de 11 °C, avec une amplitude thermique annuelle de 11,6 °C. Le cumul annuel moyen de précipitations est de 982 mm, avec 13,8 jours de précipitations en janvier et 8,6 jours en juillet. Pour la période 1991-2020, la température moyenne annuelle observée sur la station météorologique la plus proche, située sur la commune de Coutances à 6 km à vol d'oiseau, est de 11,7 °C et le cumul annuel moyen de précipitations est de 1 092,8 mm,. Pour l'avenir, les paramètres climatiques de la commune estimés pour 2050 selon différents scénarios d’émission de gaz à effet de serre sont consultables sur un site dédié publié par Météo-France en novembre 2022.

## Urbanisme

### Typologie
Au 1er janvier 2024, Heugueville-sur-Sienne est catégorisée commune rurale à habitat dispersé, selon la nouvelle grille communale de densité à sept niveaux définie par l'Insee en 2022.
Elle est située hors unité urbaine. Par ailleurs la commune fait partie de l'aire d'attraction de Coutances, dont elle est une commune de la couronne,. Cette aire, qui regroupe 37 communes, est catégorisée dans les aires de moins de 50 000 habitants,.
La commune, bordée par la Manche, est également une commune littorale au sens de la loi du 3 janvier 1986, dite loi littoral. Des dispositions spécifiques d’urbanisme s’y appliquent dès lors afin de préserver les espaces naturels, les sites, les paysages et l’équilibre écologique du littoral, tel le principe d'inconstructibilité, en dehors des espaces urbanisés, sur la bande littorale des 100 mètres, ou plus si le plan local d'urbanisme le prévoit.

### Occupation des sols
L'occupation des sols de la commune, telle qu'elle ressort de la base de données européenne d’occupation biophysique des sols Corine Land Cover (CLC), est marquée par l'importance des territoires agricoles (90,9 % en 2018), une proportion identique à celle de 1990 (90,9 %).
La répartition détaillée en 2018 est la suivante : zones agricoles hétérogènes (39,6 %), terres arables (30,7 %), prairies (20,6 %), zones urbanisées (5,8 %), forêts (3,3 %).

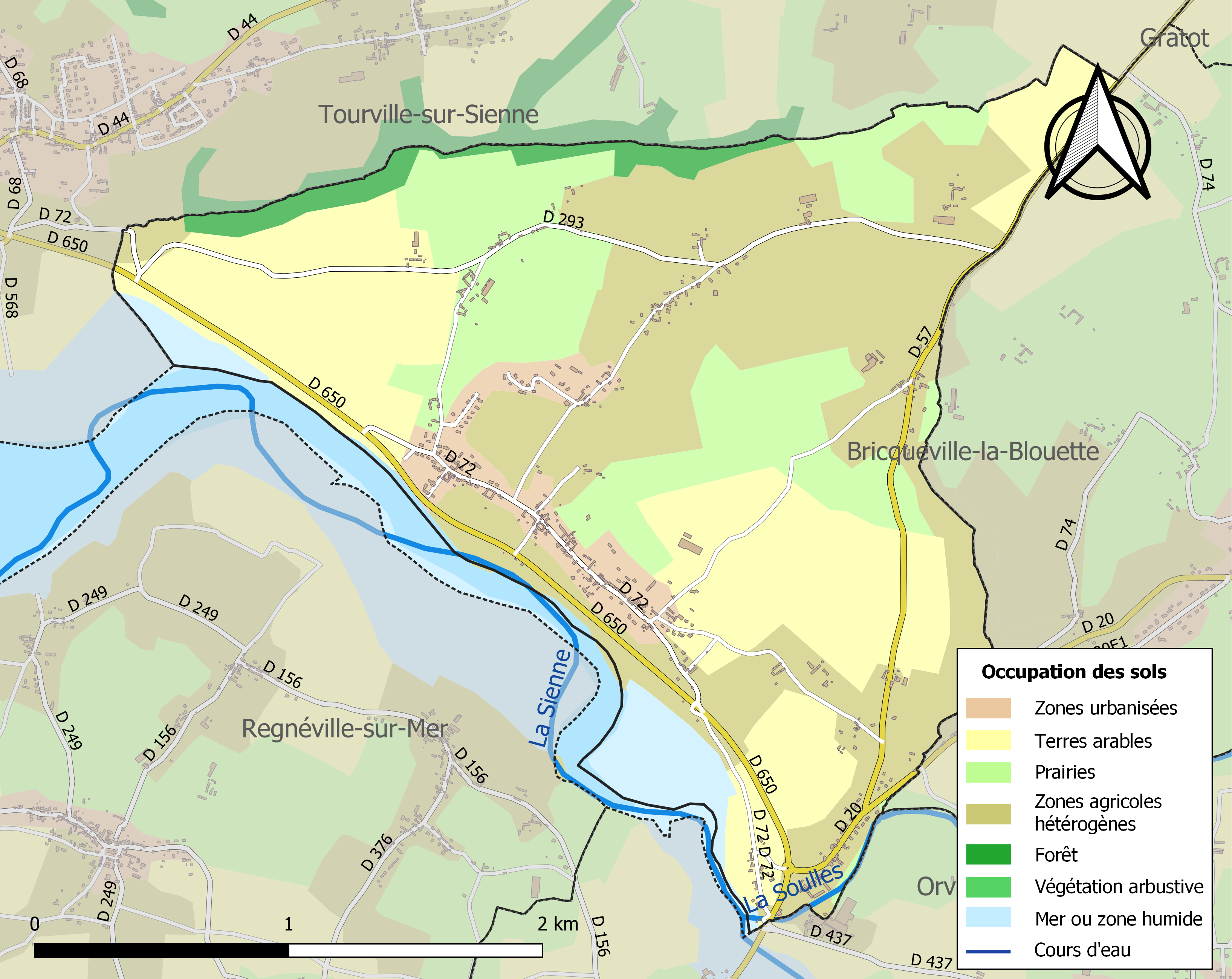
Carte des infrastructures et de l'occupation des sols de la commune en 2018 (CLC).

L'évolution de l’occupation des sols de la commune et de ses infrastructures peut être observée sur les différentes représentations cartographiques du territoire : la carte de Cassini (XVIIIe siècle), la carte d'état-major (1820-1866) et les cartes ou photos aériennes de l'IGN pour la période actuelle (1950 à aujourd'hui).

## Toponymie
Le nom de la localité est attesté sous les formes Helgevilla en 1115 (AG NPSN), Heuguevilla en 1222 (cartulaire de Coutances), Heugueville en 1793.
Même nom que Helleville (Helgevilla 1156-1173), Heuqueville (Seine-Maritime, Heuguevilla 1198) et Heuqueville (Eure, Helgavilla 1035), ayant pour sens « domaine rural de Helgi », surnom de personne norrois signifiant « le Saint ». L’anthroponyme Helgi se retrouve par ailleurs dans un document qui mentionne un Petrus Helge du Fayo, forme latinisée d'un Pierre Heugue du Fay à Saint-Christophe-du-Foc (Manche) cité en 1227 ; dans Heugon (Orne), nom d'une personnage dont le nom Helgi est latinisé en Helgo par Orderic Vital, romanisé en Heugon. Enfin, on le retrouve dans *Helgenes (Kelgenas 996, copie XVIIe, Helgeres 1026), ancien nom de doyenné dans la Hague, Helgi + vieux norrois nes « cap », correspondant sans doute au cap de Flamanville.
La référence à la Sienne a été ajoutée en 1956.
Le gentilé est Heuguevillais.

## Histoire
Au XIIe siècle, Jean Carbonnel seigneur de Heugueville, accompagna le duc de Normandie Robert Courteheuse à la première croisade de 1096 à 1099.
La famille d'origine bretonne des Montfort a laissé son nom à un petit fief qui sera par la suite la possession de la famille Marquetel, qui transféreront le nom à Remilly-sur-Lozon (château de Montfort).

## Politique et administration
| Période                                  | Période  | Identité     | Étiquette | Qualité |
| ---------------------------------------- | -------- | ------------ | --------- | ------- |
| 1988                                     | En cours | Richard Macé | SE        |         |
| Les données manquantes sont à compléter. |          |              |           |         |

## Démographie
L'évolution du nombre d'habitants est connue à travers les recensements de la population effectués dans la commune depuis 1793. Pour les communes de moins de 10 000 habitants, une enquête de recensement portant sur toute la population est réalisée tous les cinq ans, les populations de référence des années intermédiaires étant quant à elles estimées par interpolation ou extrapolation. Pour la commune, le premier recensement exhaustif entrant dans le cadre du nouveau dispositif a été réalisé en 2005.
En 2022, la commune comptait 462 habitants, en évolution de −14,6 % par rapport à 2016 (Manche : −0,31 %, France hors Mayotte : +2,11 %).
| 1793 | 1800 | 1806 | 1821 | 1831 | 1836 | 1841 | 1846 | 1851 |
| ---- | ---- | ---- | ---- | ---- | ---- | ---- | ---- | ---- |
| 688  | 758  | 558  | 827  | 802  | 825  | 783  | 765  | 753  |

| 1856 | 1861 | 1866 | 1872 | 1876 | 1881 | 1886 | 1891 | 1896 |
| ---- | ---- | ---- | ---- | ---- | ---- | ---- | ---- | ---- |
| 715  | 717  | 724  | 705  | 685  | 622  | 549  | 535  | 505  |

| 1901 | 1906 | 1911 | 1921 | 1926 | 1931 | 1936 | 1946 | 1954 |
| ---- | ---- | ---- | ---- | ---- | ---- | ---- | ---- | ---- |
| 459  | 452  | 467  | 451  | 460  | 475  | 471  | 491  | 471  |

| 1962 | 1968 | 1975 | 1982 | 1990 | 1999 | 2005 | 2006 | 2010 |
| ---- | ---- | ---- | ---- | ---- | ---- | ---- | ---- | ---- |
| 454  | 467  | 489  | 500  | 476  | 484  | 538  | 543  | 535  |

| 2015 | 2020 | 2022 | - | - | - | - | - | - |
| ---- | ---- | ---- | - | - | - | - | - | - |
| 540  | 473  | 462  | - | - | - | - | - | - |

## Culture locale et patrimoine

### Lieux et monuments
- Église Saint-Pierre des XIIe, XVe – XVIIIe siècles typiquement normande avec son clocher en bâtière, nef, et avant-porche en pierre comme l'ensemble du bâtiment. L'édifice est principalement des XVe et XVIe siècles avec des traces du XIIe siècle.

Elle abrite un maître-autel du XVIIIe et un groupe sculpté saint Gordon, classés au titre objet aux monuments historiques, une Éducation de la Vierge du XVIIIe, monuments aux morts du XXe de Charles Desvergnes, les tableaux l'Assomption du XVIIIe et saint Pierre du XIXe, une verrière du XXe et une statue de saint Gilles du XVe, des pierres tombales du XVIIe.
- If funéraire du cimetière.
- Manoir d'Heugueville du XVIIIe siècle.
- La Halle des XVIe – XVIIIe siècles.
- Le Bas Manoir du XVIIe siècle.
- Vestiges du pont de la Roque, remontant à l'époque romaine et dont il subsiste huit arches sur onze. Il fut détruit par la RAF afin d'empêcher le repli allemand.
- Stèle commémorative érigée en 1994 au pont de la Roque.
- Vue sur l'estuaire de la Sienne (havre de Regnéville), site protégé Natura 2000 car lieu de passage de nombreux oiseaux migrateurs.

### Personnalités liées à la commune
- Jean Hélye (fl.  XVe siècle), né à Heugueville. Prêtre et chapelain de la cathédrale de Coutances, en 1499, il fonda le collège de Coutances en donnant un manoir proche de l'actuelle rue Saint-Nicolas. En 1853, le collège devient Lycée[24].